# 나세
나세(羅世, 1320년~1397년 10월 8일(음력 9월 17일))는 원나라에서 귀화한 고려 말 조선 초의 무장이다.

## 약력
《태조실록》(太祖實錄)에 사망 당시 78세였다는 기록으로 거슬러 계산하면 생년은 1320년(원 연우(延祐) 7년, 고려 충숙왕 7년)이 된다.
원(元)의 귀화인으로 공민왕 12년(1363년) 홍건적의 난 진압의 공으로 2등공신이 되었고, 이듬해 1월에 최유의 난이 일어나 정주(定州)에서 적에게 잡혀간 도병마사 홍선(洪瑄)을 대신해 도병마사가 되고, 안우경(安遇慶) · 이귀수(李龜壽) · 지용수(池龍壽) 등과 함께 고려군 좌익을 맡아 싸웠다. 그러나 이후 교동만호(喬桐萬戶)로써 왜구가 쳐들어오자 막지 못하고 도망쳐 온 죄로 순위부(巡衛府)에 투옥되기도 했다.
공민왕 23년(1374년) 명(明) 조정에 바칠 말 2천 필을 요구한 고려 조정의 명을 거부하고 3백 필만을 보낸 제주(濟州)의 목호(牧胡)들을 토벌할 지휘관의 한 사람으로써, 나세는 경상도원수(慶尙道元帥) 지윤(池奫)의 휘하에서 부원수로써 종군했다.
우왕 2년(1375년) 8월, 고려로 들어오려는 심왕(瀋王) 탈탈불화(脫脫不花)와 그 어머니를 호종해 고려로 오고자 하는 북원(北元)의 군사들을 막기 위한 군사 지휘관으로 나세는 서해도상원수 겸 도순문사에 임명되었다(서해도부원수로는 밀직부사 박보로가 임명되었으며 박보로는 도체찰사를 겸했다).
우왕 3년(1376년) 9월에 전라도상원수 겸 도안무사가 되었는데, 10월에 왜구의 선단 50척이 웅연(熊淵)에 정박해 적현(狄峴)을 넘어 부령현(扶寧縣)을 약탈하고, 동진교(東津橋)를 불살라 고려군의 진군을 막자 나세는 변안열(邊安烈) · 조사민(趙思敏) 등과 함께 밤에 다리를 놓아 왜구를 공격했고 행안산(幸安山)으로 달아난 왜구를 사면에서 포위 공격해 이겼다.
우왕 4년(1377년) 3월, 왜구가 강화도로 쳐들어오자 왕에게 글을 올려 왜구 토벌을 자청했고, 우왕은 그에게 내구마(內廐馬) 두 필을 내렸다가 또 열 필을 주었다. 나세는 조사민 · 이원계(李元桂) · 강영(康永) · 박수년(朴壽年) 등과 함께 쳐서 내쫓았으나, 5월에 왜구는 다시 남양(南陽)· 안성(安城) · 종덕(宗德)을 치고 50척의 선단으로 강화를 쳐서 부사(府使) 김인귀(金仁貴)를 죽이고 고려군 수졸 1천 명을 포로로 잡았으며, 수원(水原)까지 쳐들어왔다. 나세는 원수 양백연(楊伯淵)과 함께 전함 50척을 거느리고 왜구를 쫓았는데, 강화 경계를 넘다가 물가에 숨어있던 한 여자가 나와 어느 집에 적의 첩자가 들어갔다고 고했고, 나세는 서둘러 여자가 가리킨 그 집을 에워싸고 불을 질러 숨어있던 적 29인을 태워 죽였다.
6월에 왜구의 선단 45척이 신주(信州) · 옹진(瓮津) · 문화(文化) 등의 현을 약탈하자 세는 원수 조인벽(趙仁璧) · 심덕부(沈德符) 등과 함께 쳤고, 8월에 다시 신주 · 문화 · 안악(安岳) · 봉주(鳳州)로 쳐들어온 왜구에 맞서 나세는 심덕부 · 양백익(梁伯益) · 박보로(朴普老)와 함께 싸웠으나 이기지 못하고 재차 조정에 원병을 청했다. 이에 조정은 이성계와 임견미, 변안열, 밀직부사 유만수, 홍징을 조전원수(助戰元帥)로 삼아 나세에게 원군을 파견했다.
우왕 5년(1378년) 8월에 왜구는 연안부(延安府)와 해주를 거쳐 금주(衿州)와 양천(陽川)을 약탈하였다. 나세는 심덕부와 함께 전함을 거느리고 섬들을 돌며 왜구 수색에 나섰다. 이듬해 4월에 다시 왜구가 연안부를 쳐들어오자 김유(金庾)와 함께 전함 50척을 거느리고 왜구를 막았으며, 5월에 용강현(龍岡縣) 목곶포(木串浦)에서 왜구의 배 두 척을 잡아 모두 죽였다.
우왕 6년(1380년) 8월에 해도원수로써 심덕부 · 최무선(崔茂宣) 등과 함께 전함 1백 척을 지휘해 진포(鎭浦)에 정박해 있던 왜선 5백 척을 불사르고 포로로 잡혀 있던 고려 백성 330인을 구해냈다(진포대첩). 승첩을 들은 우왕은 사자로써 소식을 가져온 진무(鎭撫)들에게 은 50냥씩 하사했고, 개선할 때에 나세와 심덕부, 최무선 등에게 금 50냥씩을 하사했다.
우왕 7년(1381년)에 동강도원수가 되어 강의 요충지를 막게 되었다. 그러나 우왕 9년(1383년) 2월에 다시 해도원수를 거쳐 6월, 경상도조전원수로써 축산도(丑山島)에 들어온 왜구를 치라는 왕명에 머뭇거렸다는 이유로 광주(廣州)의 옥에 갇혔고 곧 풀려났다.
고려가 멸망하고 조선이 들어선 뒤에도 새로운 왕조의 무관으로써 복무했다. 태조 2년(1393년) 병선 건조 임무를 맡은 병선조전절제사(兵船助戰節制使)로 임명되어 친군위(親軍衛) 용사들을 거느리고 바닷가로 파견되었으며, 참찬문하부사(參贊門下府事)로써 치사한 뒤에도 태조 6년(1397년) 다시 도추포사(都追捕使)로 임명되어 경기도와 풍해도 및 서북면 등지의 해적 토벌에 나서기도 했다. 이 해 8월 14일 용주(龍州)에 침입한 왜적을 막기 위해 파견되었다가 9월 17일 진중에서 죽었다.

## 자녀
나세는 원의 귀화인으로써 그 후손에 대한 기록은 남아 있지 않다. 《태종실록》태종 원년(1401년) 10월 10일 기록에는 나세가 자신의 딸이 평소 행사직(行司直) 송렴(宋廉)과 사통하고 있는 줄 모르고 생원(生員) 윤임(尹任)에게 시집보냈는데, 그 뒤로도 두 사람은 계속 정을 통했고 일이 사헌부(司憲府)에 발각되어 나씨가 투옥되자 송렴은 달아나 버렸다. 나씨는 사헌부에서의 심문에서 송렴의 누이였던 지형조사(知刑曹事) 권진(權軫)의 처가 자신과 송렴 사이를 중매했기 때문이라고 대답했고, 사헌부는 권진을 집안을 제대로 다스리지 못한 책임을 물어 탄핵했다고 한다.

## 참고 문헌
- 《고려사》 권114, 〈열전〉27, 나세
- 《고려사절요》
- 《태조실록》
- 《태종실록》

## 같이 보기
- 목호의 난
- 심덕부
- 설장수
- 심양왕
- 왜구
- 진포대첩
- 최유의 난
- 홍건적의 난